# Maurice Tournier (rugby à XV)
Pour les articles homonymes, voir Maurice Tournier et Tournier.
Maurice Tournier est un joueur français de rugby à XV, né le 3 avril 1893 à Coarraze et décédé le 23 août 1914 à Marbaix-la-Tour, (Belgique) à l'âge de 21 ans. Ses obsèques eurent lieu en 1921 à Coarraze.
Avant la Première Guerre mondiale, Tournier est considéré comme l'un des ailiers les plus prometteurs du rugby français, sélectionné pour les matches de sélection de l'équipe de France. Ancien athlète, Tournier était un ailier puissant qui sera toujours resté fidèle à la Section paloise.
Tournier découvre le rugby à XV au Lycée de Pau, et rejoint la Section Paloise en 1908.
Surnommé l'Autobus béarnais, Tournier était un finisseur redoutable et a contribué à faire de la Section une force reconnue au niveau national. Tournier était réputé pour sa vitesse et son physique robuste. A l'âge de 20 ans, il est dans l'antichambre de l'équipe de France de rugby, mais décède au champ d'honneur avant de connaître sa première cape.
En effet, Maurice Tournier est mobilisé avec les sectionnistes Bernicha, Artigou, Pierrot, Bonnemort, Bilhou, Berges, Espelette et Larrivière (tous titulaires en 1913) sur le front durant la Première Guerre mondiale.
Le caporal Tournier du 18e régiment d'infanterie (18e RI) tombe au Champ d'honneur en 1914.
L'Avenir coarrazien créé un challenge d'athlétisme portant son nom dans les années 1920.

## Carrière

### Section paloise
Tournier fait partie d'une jeune génération de joueurs prometteurs avec Gilbert Pierrot et Victor Bernicha qui s'affirment et se font remarquer par la presse nationale, dont Gaston Bénac,.
Tournier est sélectionné lors du match de sélection UFSA entre une équipe du Sud et une équipe de Probables le 7 décembre 1913 au stade de la Croix du Prince. Tournier est sélectionné en compagnie de Lamouret, Espelette, Gilbert Pierrot et de Bernicha, ses coéquipiers de la Section paloise.

À l'occasion de ce match de sélection de l'équipe de France, Sud contre Probables, le journal L'Auto écrit que les tribunes de la Croix du Prince pourraient servir de modèles à d'autres clubs. En effet, les tribunes, les vestiaires et l'accès au stade la ligne 1: Boulevard Guillemin - Croix du Prince du Tramway de Pau en font un modèle. L'équipe du Sud s'impose face aux Probables devant 10 000 spectateurs,.
À la suite de leur prestation à la Croix du Prince, Tournier et Pierrot intègrent l'équipe des Probables lors du match suivant à Colombes, au Stade Yves-du-Manoir,.
La Première Guerre mondiale éclate et Tournier, ainsi que de nombreux autres coéquipiers de la Section ne reviendront pas. Tournier tombe avec les honneurs au champ d'honneur durant la Première Guerre mondiale.
Tournier ne connut jamais les honneurs d'une sélection nationale, laissant à Gilbert Pierrot l'honneur de devenir le premier international de la Section.

## Galerie

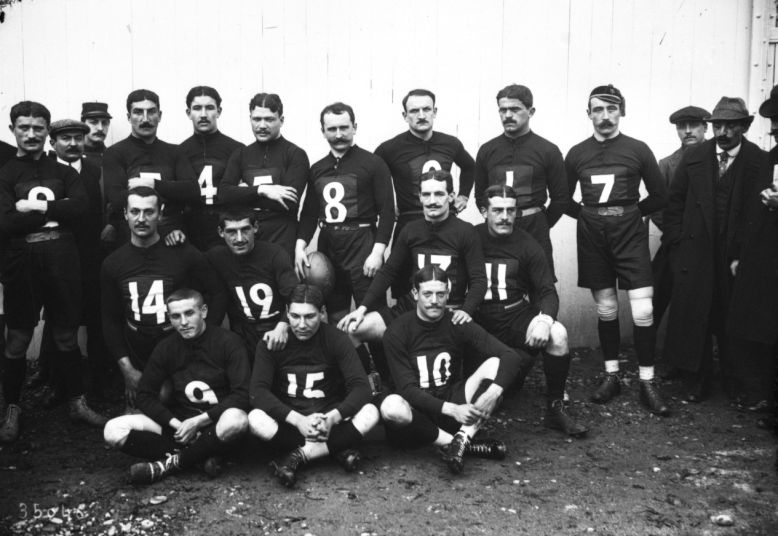
Équipe du Sud. Tournier est à gauche, numéro 14.
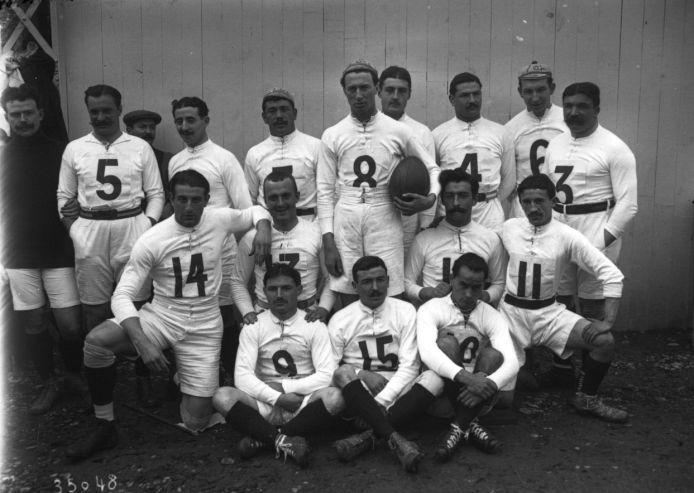
Équipe des Probables.
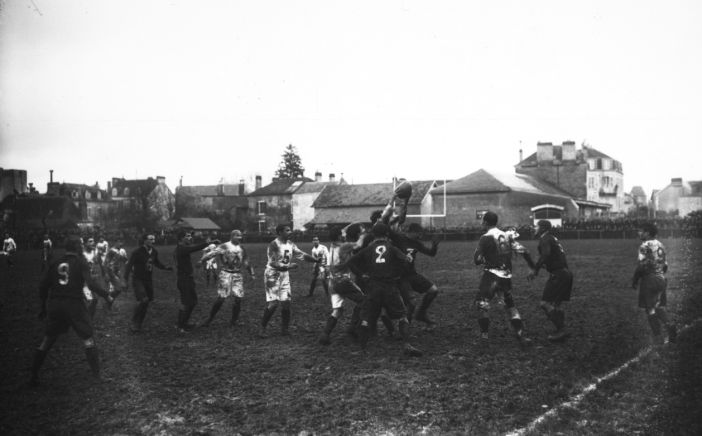
Match Sud contre Probables.